# Monophyllorchis microstyloides
Monophyllorchis microstyloides är en orkidéart som först beskrevs av Heinrich Gustav Reichenbach, och fick sitt nu gällande namn av Leslie Andrew Garay. Monophyllorchis microstyloides ingår i släktet Monophyllorchis och familjen orkidéer. Inga underarter finns listade i Catalogue of Life.